# Kicking Bear

Kicking Bear im Frühjahr 1891

Kicking Bear (Ausschlagender Bär), indianisch Mato Wanaxtaka oder Mato Wanartaka genannt, (* 18. März 1846 irgendwo in den Plains von Nebraska; † 28. Mai 1904 in Manderson-White Horse Creek, Oglala Lakota County, Pine Ridge Reservation, South Dakota) war ein Häuptling und Medizinmann der Oglala-(Minneconjou)-Lakota-Sioux, der im Leben seines Volkes historisch eine Rolle gespielt hat. Besonders hervorgetreten ist er als ein bedeutender Anführer in der Geistertanzbewegung der nördlichen Prärieindianer von 1890.

## Herkunft und Werden
Kicking Bear gehörte einer angesehenen Lakota-Sippe an, aus der solche berühmten Häuptlinge wie Sitting Bull (1831–1890) und Crazy Horse (1839–1877) kamen; Sitting Bull war ein Onkel und Crazy Horse ein Cousin von ihm. Sein Vater war der Häuptling Black Fox (1800–1880), auch Great Kicking Bear genannt, seine Mutter Iron Cedar Woman, eine Schwester der Mutter von Crazy Horse, Rattling Blanket Woman (1814–1844). Black Fox war noch mit einer weiteren Frau verheiratet und so hatte Kicking Bear viele Geschwister, darunter Flying Hawk (1852–1931), der auch Häuptling war und später mit Darstellungen seines Lebens und der indianischen Kultur und Geschichte recht bekannt geworden ist.
Wo genau Kicking Bear geboren wurde, ist nicht überliefert. Ihm wurde noch etwas von dem freien Leben der Prärieindianer zuteil und als junger Krieger wird er sicherlich viel gegen feindliche Indianer gekämpft haben. Irgendwann heiratete er Woodpecker (Specht) Woman, eine Verwandte (Tochter oder Nichte) des Minneconjou-Häuptlings Big Foot (1815–1890); aus der Ehe sollen drei Kinder hervorgegangen sein. Sein Hochzeitsgeschenk war eine Pferdeherde, die er den Crow, neben den Pawnee die traditionellen Feinde der Sioux, geraubt hatte.
Bei den Minneconjou wurde Kicking Bear dann Häuptling einer Gruppe junger Krieger und hat als solcher in den nächsten Jahren gegen das Vordringen der US-Amerikaner in den nördlichen Plains gekämpft. Im Red-Cloud-Krieg wird er sicherlich mit seinen Kriegern an vielen Auseinandersetzungen teilgenommen haben wie zum Beispiel in der Schlacht der Hundert Erschlagenen, Fetterman-Gefecht von den Weißen genannt, wo auch Crazy Horse mitgewirkt hat. 

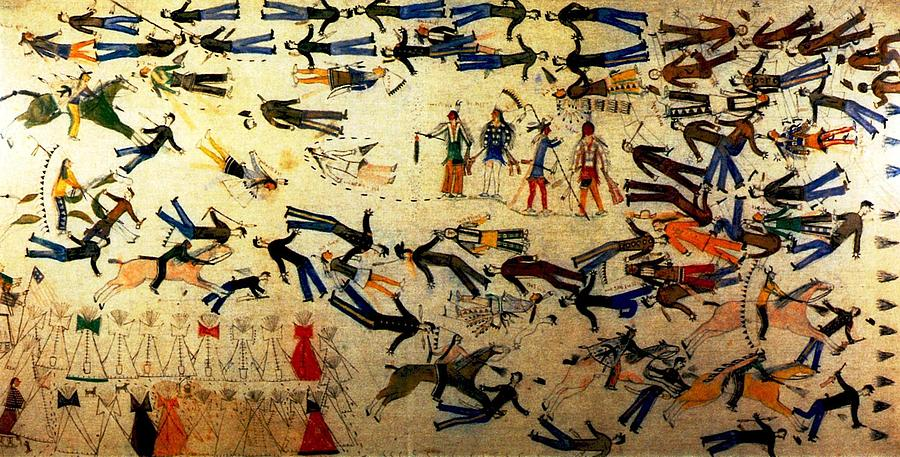
Schlacht am Little Bighorn gemalt von Kicking Bear im Jahre 1898

Absolut sicher ist die Teilnahme von Kicking Bear an der Schlacht am Little Bighorn im Juni 1876, von der er Jahrzehnte später ein eindrucksvolles Bild schuf, auf dem er sich in einer Reihe stehend mit den Häuptlingen Sitting Bull, Rain in the Face und Crazy Horse abgebildet hat. Ein weiteres Zeugnis für seine Teilnahme an dieser Schlacht ist auch ein Bild von Amos Bad Heart Bull, das den Kampf gegen Renos Bataillon darstellt, von dem die Schlacht mit einem Angriff auf das große Dorf der Sioux eröffnet worden war. In einer Bildbeschreibung dazu, wahrscheinlich nach Helen Heather Blish, wird von Stanley Vestal Kicking Bear unter den drei Indianern genannt, die als erste auf Renos Soldaten trafen: The three who met them first were Kicking Bear, Hard to Hit, and Bad Heart Buffalo. Und noch eine weitere Bestätigung hierfür findet sich in einer anderen Quelle, nach der Kicking Bear den Arikaree Bloody Knife mit einem Kopfschuss getötet haben soll, der bekanntlich früh in diesem Kampfabschnitt gefallen ist. (Der Schuss auf Bloody Knife, Custers prominentester Indianer-Scout, war für das weitere Geschehen hier recht verhängnisvoll, denn Teile seines Gehirns spritzten dabei Major Reno ins Gesicht, der darüber die Nerven verlor und überhastet einen neuerlichen Rückzug befahl, der zu einer wilden und verlustreichen Flucht wurde.)

## Reservation und Geistertanz
Nach Little Bighorn wurden die Sioux binnen eines Jahres dazu gezwungen, den bitteren Weg in die Reservation anzutreten. So lebte Kicking Bear ab 1877 in der Great Sioux Reservation. (Im Jahre 1889 wurde dieses Gebiet in sieben Teile zerstückelt und ab dann wohnte er in der Cheyenne River Reservation.) Im Jahre 1880 wurde Häuptling Black Fox während einer Auseinandersetzung mit Crow-Indianern durch einen Pfeilschuss getötet, was darauf hinweist, dass sich das Leben der Sioux in der Reservation noch nicht in allem grundsätzlich geändert hatte und sie nach wie vor im Kampf mit ihren Feinden standen.
Aber im Laufe der Zeit wurden die Lebensbedingungen für die Lakota immer schlechter: Die von den Regierungsstellen zugesagten Rindfleischmengen waren oft drastisch gekürzt und in einigen Jahren gab es wegen Dürre keine Ernteerträge in South Dakota, so dass die Indianer oft hungerten. Durch dauernde Unterernährung kam es zu vielen Krankheiten wie Grippe und Keuchhusten und die Kindersterblichkeit war sehr hoch. Dies alles ließ die Lakota denken, dass sie systematisch ausgerottet werden sollten. Als sie dann im Jahr 1889 hörten, dass fern im Westen bei den Paiute ein Prophet die Rückkehr der alten Zeiten verkündete, hofften sie bei diesem Mann eine Rettung aus ihrer misslichen Lage zu finden. So schickten sie, um sich zu erkundigen, zu dem Propheten Wovoka in Nevada eine Delegation, der Kicking Bear, sein Freund und Schwager Short Bull (Kurzer Bisonstier) und noch etwa sieben weitere Personen angehörten. Und Wovoka lehrte sie in einer bestimmten Art zu tanzen, mit der sie das Heil erringen sollten, und danach kehrten sie zurück und führten etwa ab April 1890 überall in den Reservaten den sogenannten Geistertanz (Ghost Dance) ein, bei dem sie Geistertanzhemden trugen, die mit Zeichen und Symbolen versehen waren und dadurch kugelfest sein sollten. Da sie dem Tanz bald eine kriegerische Form, die so nicht auf Wovoka zurückging, gaben, wurde ihnen vorgeworfen (und namentlich oft Kicking Bear), dass sie den Propheten nicht richtig verstanden und deshalb verfälscht hätten, was aber nach Ansicht des deutschen Völkerkundlers Wolfgang Haberland (1922– ) mit Sicherheit auszuschließen ist und der das Naturell der Lakota dafür verantwortlich macht.
Als sich der Tanz unter den Lakota fulminant ausbreitete, auch unter vielen anderen Indianerstämmen, wurde er bald von nervösen Regierungsvertretern verboten, was aber kaum jemand befolgte. So wurde die Atmosphäre immer angespannter, und als Kicking Bear im Herbst in die Standing Rock Reservation von Sitting Bull kam, um dort den Geistertanz zu lehren, wurde er bald auf Weisung des Agenten hin von Indianerpolizisten mit Gewalt aus dem Reservat entfernt, was für diese nicht so einfach war, da sie die heilige Aura ihres Gefangenen mit großer Ehrfurcht erfüllte. Aber solche Polizeieinsätze waren nicht sehr wirkungsvoll und so forderten die verständnislosen Regierungsvertreter bald Militär an, um den für sie unheimlichen Geistertanz endlich zu beseitigen. Als das bekannt wurde, flohen viele Gruppen in entlegene Gebiete, so auch Kicking Bear und Short Bull, die mit ihren über 3000 Anhängern in die Badlands gingen.

Die inhaftierten Lakota-Anführer 1891 in Fort Sheridan: Kicking Bear sitzend in der Mitte der unteren Reihe, neben ihm liegend Short Bull

Im Dezember 1890 eskalierten dann die Ereignisse: Am 15. wurde Sitting Bull, der direkt mit der Geistertanzbewegung nichts zu tun hatte, aber als einer ihrer Anführer galt, in der Standing Rock Reservation erschossen und zwei Wochen später fand das Massaker bei Wounded Knee statt, womit die «gefährliche» Erscheinung des Geistertanzes offiziell als beseitigt galt. — Am 16. Januar 1891 ergaben sich Kicking Bear und Short Bull zusammen mit ihren Leuten den Truppen des Generals Nelson A. Miles (1839–1925); Kicking Bear soll dabei dem General persönlich sein Gewehr überreicht haben. Danach wurden sie zusammen mit weiteren Anführern in Fort Sheridan bei Chicago in Illinois eingesperrt. Nach einer Intervention von Buffalo Bill alias William Frederick Cody wurde ihnen Haftverschonung angeboten, wenn sie sich dessen Wild West Show, die demnächst nach Europa gehen sollte, für einige Zeit anschließen würden. Sie und noch weitere Lakota willigten ein, und so lernten sie dann bald eine völlig andere Welt kennen.

## Europa und die letzten Jahre
Im April 1891 verließ die Wild West Show Amerika von Philadelphia aus mit dem Dampfschiff Switzerland der Red Star Line in Richtung Europa. Die Tour begann wohl in Belgien und führte danach u. a. durch Holland, Großbritannien und Deutschland. Wie die Eindrücke in diesen Ländern für Kicking Bear auch gewesen sein mögen, die Wild West Show selbst hat er als herabwürdigend für sich und alle Indianer empfunden und alles daran gesetzt, diese für ihn unselige Betätigung so schnell wie möglich zu beenden. Und es gelang ihm dann auch, die anderen Lakota in diesem Sinne zu beeinflussen — aufrührerisch und zügellos (turbulent and lawless) nennt ihn Nate Salsbury, ein Mitarbeiter von Cody —, und so musste die Wild West Show wohl schließlich vorzeitig beendet werden und kehrte im März 1892 nach Amerika zurück. 

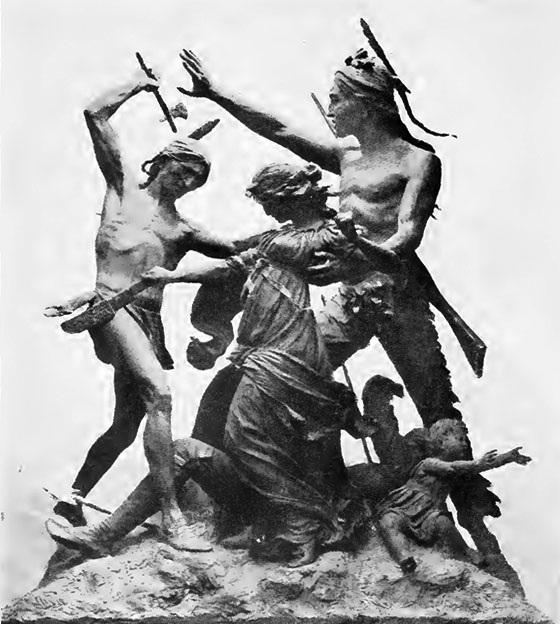
Das Fort Dearborn Massacre Monument: Die rechte Figur ist Kicking Bear, die linke Short Bull

Da die Haftstrafen der Lakota noch nicht abgelaufen war, mussten sie noch einige Zeit in Fort Sheridan verbringen. Dort standen Kicking Bear und Short Bull dem dänisch-amerikanischen Bildhauer Carl Rohl-Smith (1848–1900) Modell für eine Figurengruppe des Fort Dearborn Massacre Monument, das an ein dramatisches Geschehen (Battle of Fort Dearborn) im Jahre 1812 zwischen US-Truppen und Potawatomi erinnern sollte und in Chicago aufgestellt wurde. Kicking Bear stellt in der Gruppe den Häuptling Black Patridge dar, der den Angriff eines Kriegers (Short Bull) auf eine weiße Frau (Margaret Helm) unterbindet. Dazu wurde von Rohl-Smith noch eine Bronzebüste von Kicking Bear geschaffen.

Kicking Bear (sitzend rechts) auf einer Gruppenaufnahme aus dem Jahre 1896, neben ihm Little Wound

Nach seiner Entlassung ließ Kicking Bear sich in der Pine Ridge Reservation nieder, wo er auch politisch wirkte. So ist er im März 1896 als Mitglied einer dreiköpfigen Delegation nach Washington gereist und hat sich dort über die desolaten Zustände in Pine Ridge massiv beschwert; seine heftigen Proteste sind in Protokollen festgehalten worden.
Im Jahre 1898 malte Kicking Bear die Schlacht am Little Bighorn, ein recht eindrucksvolles Werk, das zeigte, dass in diesem Mann, der wohl zeitlebens ein Krieger gewesen ist, auch ein Künstler steckte. (Dieses Werk ist von wahrhaft kosmischen Ausmaßen, ein Strudel hervorbrechender Bildentladungen in einer einzigen verdichteten Darstellung. Es ist somit das Gegenstück zu einem Werk des Minneconjou-Häuptlings Red Horse [1822–1907], der zu diesem Thema in einer Serie von 41 Blättern die jeweiligen räumlichen und zeitlichen Gegebenheiten dargestellt hat.) Angeregt zu seiner Arbeit wurde Kicking Bear von dem amerikanischen Maler und Bildhauer Frederic Remington (1861–1909), der von der Persönlichkeit dieses Indianers sehr beeindruckt gewesen sein muss.
Nach seinem Tod im Mai 1904 ist Kicking Bear irgendwo in der Nähe des Ortes Manderson-White Horse Creek in der Pine Ridge Reservation in South Dakota beigesetzt worden.